# Лоран Робюші
Лоран Робюші (фр. Laurent Robuschi, нар. 5 жовтня 1935, Ніцца) — французький футболіст, що грав на позиції нападника.
Виступав, зокрема, за клуб «Бордо», а також національну збірну Франції.

## Клубна кар'єра
У дорослому футболі дебютував 1954 року виступами за команду клубу «Монако», в якій провів два сезони, взявши участь лише у 8 матчах чемпіонату. 
Протягом 1956—1959 років захищав кольори команди клубу «Канн».
Своєю грою за останню команду привернув увагу представників тренерського штабу клубу «Бордо», до складу якого приєднався 1959 року. Відіграв за команду з Бордо наступні вісім сезонів своєї ігрової кар'єри. Більшість часу, проведеного у складі «Бордо», був основним гравцем атакувальної ланки команди. У складі «Бордо» був одним з головних бомбардирів команди, маючи середню результативність на рівні 0,47 голу за гру першості.
Завершив професійну ігрову кар'єру у клубі «Марсель», за команду якого виступав протягом 1967—1968 років.

## Виступи за збірну
1962 року дебютував в офіційних матчах у складі національної збірної Франції. Протягом кар'єри у національній команді, яка тривала 5 років, провів у формі головної команди країни лише 5 матчів.
У складі збірної був учасником чемпіонату світу 1966 року в Англії.